# Маров, Дмитрий Фёдорович
Дмитрий Фёдорович Маров (14 декабря 1920 — 13 апреля 2018) — советский работник промышленности, руководитель химического комбината; учёный, доктор технических наук, профессор.

## Биография
Родился 14 декабря 1920 года в Иваново-Вознесенской губернии.
Окончил Ивановский химико-технологический институт и по распределению в 1942 году приехал в Соликамск на оборонный завод химиком-технологом. Работал здесь мастером, технологом, начальником цеха и производства. В Соликамске Маров женился, там же родились две дочери. После окончания Академии оборонной промышленности, приехал в город Каменск-Шахтинский, где стал работать начальником производства на химкомбинате «Россия». В 1961—1975 годах — директор Красноярского химкомбината «Енисей». Затем снова вернулся в Каменск, где стал директором химкомбината «Россия», руководил которым до 1995 года.
После производственной деятельности, перешёл на научно-педагогическую работу, в 1995 году был организатором на базе Каменского учебно-консультационного пункта Новочеркасского политехнического института учебно-инженерного центра, став его директором.
Затем находился на пенсии. 14 декабря 2010 года мэр города Каменск-Шахтинский в торжественной обстановке, с участием ветеранской общественности химкомбината и города, поздравил Д. Ф. Марова с 90-летним юбилеем.
14 января 2015 года они с женой Зинаидой Гавриловной отметили 70-летнюю годовщину супружеской жизни.
Умер 13 апреля 2018 года в возрасте 97 лет, похоронен на Новом кладбище города Каменск-Шахтинский.

## Награды
- Два ордена Ленина
- Орден Октябрьской Революции
- Орден Трудового Красного Знамени
- Заслуженный химик Российской Федерации (13 октября 1992) — за заслуги в области химической промышленности и многолетний добросовестный труд[5]
- Почетный гражданин Каменска (2001)